# Beluj
Beluj  (in tedesco Beel o Willershau, in ungherese Béld, Bolug, Beel, Belw o Belluja) è un comune della Slovacchia facente parte del distretto di Banská Štiavnica, nella regione di Banská Bystrica.

## Storia
Citato per la prima volta nel 1232, nel 1290 risulta essere possedimento di un certo Wilhermus ricco cittadino di Banská Štiavnica. Successivamente appartenne alla nobile famiglia degli Hunt, e nel 1338 passò ai Széchényi. Nel XVI secolo entrò a far parte dei possedimenti del castello di Sitno, per poi passare ad un ramo minore dei Coburg (Coburgo) prima di essere devastato dai Turchi.